# Distrito de San Francisco de Asís
El distrito peruano de San Francisco de Asís es uno de los 7 distritos que conforman la provincia de Lauricocha, ubicada en el departamento Huánuco, bajo la administración del Gobierno regional de Huánuco. 
Desde el punto de vista jerárquico de la Iglesia católica forma parte de la diócesis de Huánuco, sufragánea de la arquidiócesis de Huancayo.

## Historia
El distrito fue creado mediante Ley No.13418 del 20 de abril de 1960, en el segundo gobierno del Presidente Manuel Prado Ugarteche.

## Geografía
Abarca una superficie de 84,3 km². Limita por el este con la provincia de Huánuco, por el sur y el oeste con el distrito de Jivia, por el noroeste con el distrito de Rondos y por el norte con la provincia de Yarowilca.

### Topografía
El territorio distrital es accidentado por la presencia de montañas y quebradas. En la extremo noroeste se encuentra una meseta, donde se asienta el núcleo urbano del distrito: La ciudad de Huarín.

### Hidrografía
Es lo que da forma a la topografía distrital, el cual está delimitado en el oeste por el río Lauricocha y hacia el noroeste por el río Marañón, siendo ambos ríos los principales y haciendo de límite distrital con los distritos de Jivia y Rondos respectivamente. Al pie del lado oeste del cerro Talapunta, perteneciente al mismo distrito, el primero mencionado se une al río Nupe el cual llega desde el suroeste formando al segundo mencionado.

## Capital

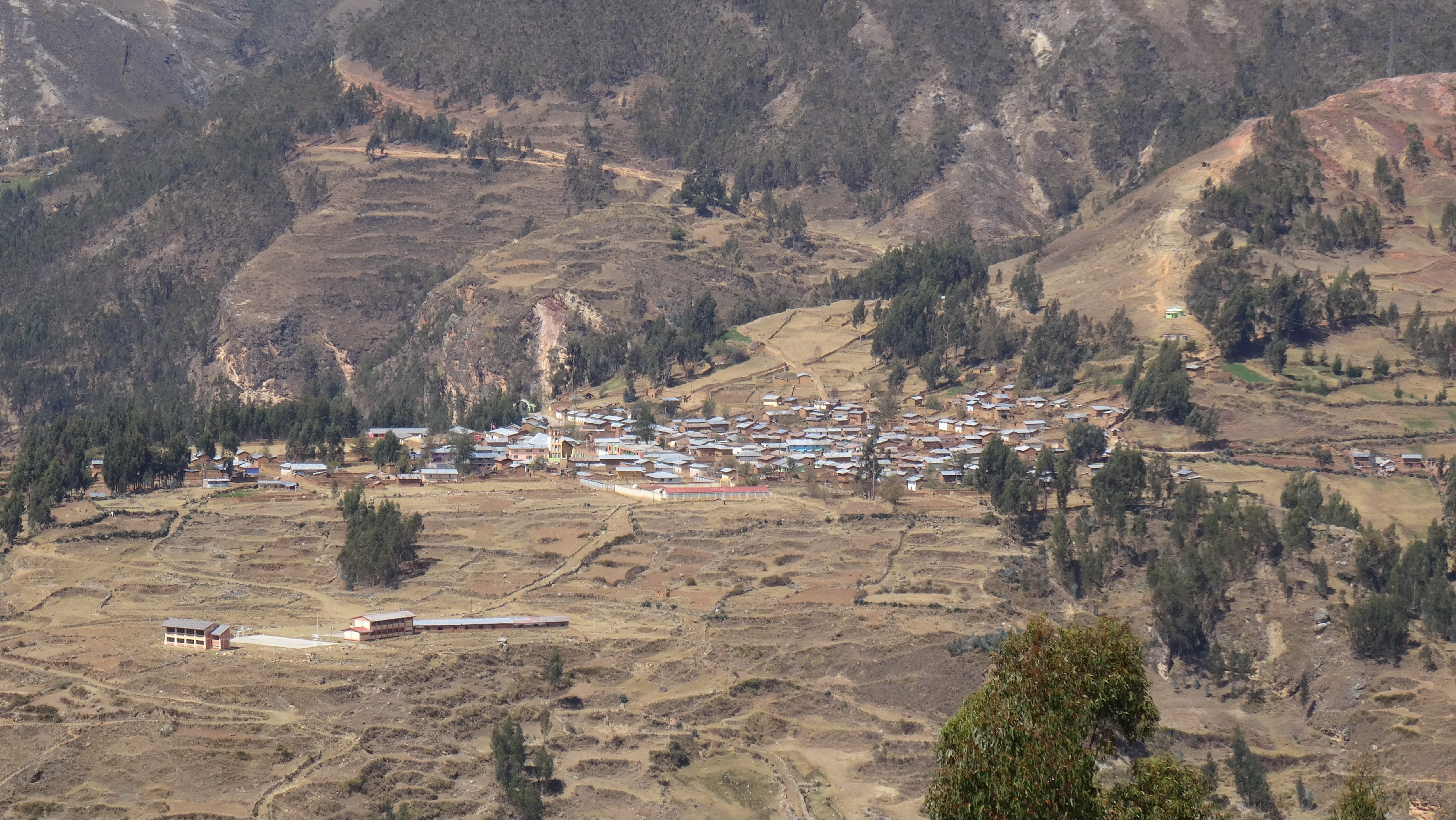
Vista panorámica de la ciudad de Huarín, núcleo urbano y capital del distrito de San Francisco de Asís.

Su capital viene a ser el núcleo urbano Huarín que se encuentra sobre una meseta de una altitud de 3 439 m s. n. m.

## División administrativa

### Centros poblados y población
- Urbanos
  - Huarin, con 492 hab.
  - Caramarca, con 236 hab.
  - Huancabamba, con 300 habitantes.
- Rurales
  - Churín, con 197 hab.
  - Pariash, con 287 hab.

Población dispersa: 1 214 hab.

## Atractivos turísticos
- Sitio arqueológico de Liuyagmachay fue declarado patrimonio cultural de la nación por INC[3]

## Autoridades

### Municipales
- 2019 - 2022[4]
  - Alcalde: Gamaniel Suárez Ureta, de Avanza País - Partido de Integración Social.
  - Regidores:

  1. Rogato Chávez Falcón (Avanza País - Partido de Integración Social)
  2. Eulogio Luis Albornoz Silva (Avanza País - Partido de Integración Social)
  3. José Luis Trujillo Irribarren (Avanza País - Partido de Integración Social)
  4. Florencia Vara Irribarren (Avanza País - Partido de Integración Social)
  5. Zenovio Florencio Valdivia Chávez (Podemos por el Progreso del Perú)

Alcaldes anteriores
- 2015-2018: Aron Cárdenas Santiago, del Partido Democrático Somos Perú
- 2011-2014:[5] Homer Emer Magariño Castañeda, del Movimiento Independiente Regional Luchemos por Huánuco.
- 2007-2010: Araníbar Seráfico Valdivia.

### Policiales
- Comisario:  PNP.

## Festividades
La principal festividad es el 4 de octubre celebrando a su Santo patrón San Francisco de Asís.
Carnaval huarino.

## Galería
- Wikimedia Commons alberga una categoría multimedia sobre Distrito de San Francisco de Asís.